# سیارک ۲۱۵۳۹
سیارک ۲۱۵۳۹ (به انگلیسی: 21539 Josefhlavka، نامگذاری:1998QO4) بیست و یک هزار و پانصد و سی و نهمین سیارک کشف شده‌است که در ۲۰ اوت ۱۹۹۸ کشف شد.
قدر مطلق سیارک برابر ۲۶.۹ است.